# Lars Eidinger
Lars Eidinger (* 21. ledna 1976 Berlín) je německý herec. V letech 1995 až 1999 studoval na Herecké akademii Ernsta Busche v Berlíně a později se věnoval nejprve herectví v divadle, později též ve filmu. Hrál například hlavní role v Shakespeareových hrách Hamlet a Richard III. a mnoha dalších. Jedním z jeho prvních filmů byl See You at Regis Debray (2005) režiséra C. S. Leigha, v němž hrál jeho jedinou postavu (později s Leighem natočil další materiál pro snímek Projection, který nebyl zveřejněn). Později hrál například ve snímcích Všichni ostatní (2009), Modré světlo (2011), Navždy pannou (2015) a Personal Shopper (2016). Rovněž hrál v různých televizních seriálech, jako například Babylon Berlín (2017), M – Vrah mezi námi (2019) a Ich und die anderen (2021). V roce 2020 vydal fotografickou knihu Autistic Disco. Rovněž působí jako diskžokej, přičemž název jeho pořadu byl rovněž Autistic Disco. V roce 2019 hostoval jako zpěvák při koncertu Maxe Raabea, při němž zpíval píseň o Mackie Messerovi (rovněž hrál ve filmu Mackie Messer – Brechts Dreigroschenfilm).

## Filmografie

### Filmy
- See You at Regis Debray (2005)
- Torpedo (2008)
- Minibar (2008)
- Všichni ostatní (2009)
- Výheň (2011)
- TABU – Jest duše cizinkou na zemi (2011)
- Okno do léta (2011)
- Modré světlo (2011)
- Goltzius a společnost Pelikán (2012)
- Co zbývá (2012)
- Klan Wagnerů (2013)
- Grenzgang (2013)
- Du bist dran (2013)
- Případ Beethoven (2013)
- Der Clan. Die Geschichte der Familie Wagner (2013)
- Sils Maria (2014)
- Navždy pannou (2015)
- Familienfest (2015)
- Elixir (2015)
- Dora aneb sexuální neurózy našich rodičů (2015)
- Teror (2016)
- Personal Shopper (2016)
- L'origine de la violence (2016)
- Die Blumen von gestern (2016)
- Maryline (2017)
- Car a Matilda (2017)
- Wintermärchen (2018)
- Nikdy neodvracej zrak (2018)
- Mackie Messer – Žebrácký film Bertolda Brechta (2018)
- High Life (2018)
- Abgeschnitten (2018)
- 25 km/h (2018)
- Všechna moje láska (2019)
- Dumbo (2019)
- Proxima (2019)
- Schwesterlein (2020)
- Perské lekce (2020)
- Playing God (2020)
- Nahschuss (2021)
- Twins (2022)
- Joan Verra (2022)

### Seriály
- Schloss Einstein (2002) – dva díly
- Berlin, Berlin (2003) – jeden díl
- Der Dicke (2007) – jeden díl
- Notruf Hafenkante (2007) – jeden díl
- Großstadtrevier (2008) – jeden díl
- Polizeiruf 110 (2009–2013) – tři díly
- Tatort (2010–2021) – pět dílů
- Foyle's War (2013) – jeden díl
- Sadness Is an Evil Gas Inside of Me (2014)
- Babylon Berlin (2017–2020)
- SS-GB (2017) – pět dílů
- Sense8 (2017) – čtyři díly
- Schuld (2017) – jeden díl
- West of Liberty (2019) – pět dílů
- M – Eine Stadt sucht einen Mörder (2019) – šest dílů
- Ich und die anderen (2021) – šest dílů
- Faking Hitler (2022) – šest dílů
- Irma Vep (2022)